# K'Von Wallace
K'Von Wallace (Highland Springs, 25 luglio 1997) è un giocatore di football americano statunitense che milita nel ruolo di safety per gli Arizona Cardinals della National Football League (NFL).

## Carriera

### Philadelphia Eagles
Wallace al college giocò a football con i Clemson Tigers dal 2016 al 2019 vincendo due campionati NCAA. Fu scelto nel corso del quarto giro (127º assoluto) del Draft NFL 2020 dai Philadelphia Eagles. Debuttò come professionista nella gara del primo turno contro il Washington Football Team. La sua stagione da rookie si chiuse con 20 tackle in 15 presenze.

### Arizona Cardinals
Il 30 agosto 2023 Wallace firmò con gli Arizona Cardinals.

## Palmarès
- National Football Conference Championship: 1

Philadelphia Eagles: 2022